# Царик Йосиф Володимирович
Йосиф Володимирович Царик (4 вересня 1946, село Руда-Колтівська Золочівського району Львівської області)  — академік Лісівничої академії наук України, дійсний член Української екологічної академії наук, завідувач кафедри зоології Львівського національного університету імені Івана Франка, завідувач відділу популяційної екології Інституту екології Карпат НАН України, доктор біологічних наук, професор.

## Біографія
Царик Йосиф Володимирович народився 4 вересня 1946 року в селі Руда-Колтівська Золочівського району Львівської області.
У 1970 р. закінчив Львівський державний університет імені Івана Франка (тепер — Львівський національний університет імені Івана Франка). Спеціальність за дипломом про вищу освіту — «Біологія», кваліфікація — «Викладач біології і хімії».
Науковий шлях розпочав з 1970 р. молодшим науковим співробітником, таксидермістом Державного природознавчого музею (м. Львів). Аспірантуру проходив при Львівському відділенні Інституту ботаніки імені М. Г. Холодного НАН України (1971—1974 рр.), де пізніше працював інженером, старшим інженером, молодшим науковим співробітником (1974—1977 рр.), виконуючим обов'язки старшого наукового співробітника (1977—1980 рр.). З 1988 р. працював в Інституті екології Карпат НАН України на посаді завідувача відділу популяційної екології, пізніше — заступником директора з наукових питань (1992—1997 рр.). З 1998 року і до цього часу є завідувачем кафедри зоології Львівського національного університету імені Івана Франка та завідувачем відділу популяційної екології Інституту екології Карпат НАН України.
Доктор біологічних наук з 1991 р. за спеціальністю 03.00.16 — екологія. Дисертація захищена у Дніпропетровському державному університеті (м. Дніпропетровськ). Вчене звання професора присвоєне в 2003 р. по кафедрі зоології Львівського національного університету імені Івана Франка.
Вільно володіє польською, німецькою та англійською мовами.

## Наукова та педагогічна діяльність
Тривалість роботи в наукових установах становить 42 роки, науково-педагогічних — 14 років.
Професор Царик Й. В. викладає різні навчальні дисципліни — «Зоологія хребетних», «Популяційна екологія», «Екологія», «Біорізноманіття», «Екологія тварин».
Основні напрямки наукових досліджень професора Царика Й. В. стосуються нагромадження і розкладу мертвих рослинних решток у біогеоценозах, популяційної структури фітоценозів, популяційно-консортивного аналізу біогеоценозів, структури популяцій рослин і тварин, структурно-функціональної організації елементарних екосистем — консорцій, консортивної організації біогеоценозів, збереження біотичного різноманіття.
За роки наукової та педагогічної діяльності професор Царик Й. В. видав 11 монографій, 7 навчальних посібників, більше 250 наукових, науково-популярних та навчально-методичних праць. Найважливішими з них є такі:
- Царик Й. В. Популяційна екологія — здобутки й перспективи //Біологічні студії. — 2012. — Т.5, № 3. — с.171 — 182.
- Царик Й. В. Внутрішньопопуляційна різноманітність рідкісних, ендемічних, реліктових видів рослин Українських Карпат. — Львів: Поллі. — 2004. — 186 с.
- Tsaryk J. W. Transformation processes in Western Ukraine — Concepts for a sustainable land use.- Berlin, Weißensee Verlag, 2008. — 602 s.
- Царик Й. В. Вплив випасання на ценопопуляційну структуру смеречини чаринцевої //Укр. бот. журн. — 1984. — № 6. — С. 17-21.
- Царик Й. В. Оценка антропогенной дигрессии на контакте лесного и субальпийского поясов Карпат //Экология. — 1984. — № 5. — С. 23-29.
- Царик Й. В. Изменение структуры популяций растений в процессе дигресионного изменения елового леса //Бот. журн. — 1986. — Т.71. — С. 817—879.
- Царик Й. В. Фитоиндикация условий среды и природных процессов в высокогорьи //Бот. журн. — 1987. — Т.72 — № 1. — С. 121—123.
- Царик Й. В. Роль консортов в размножении растений //Экология. — 1988. — № 3. — С. 19-23.
- Царик Й. В. Популяционный подход в фитоценологии //Биологические науки. — 1989. — № 11. — С. 112—118.
- Царик Й. В. Деякі уявлення про стратегію популяцій рослин //Український ботанічний журнал — 1994. — Т. 51. — № 2,3. — С. 5-10.
- Царик Й. В. Характеристика популяції Poa deylii Chrtek et Jirasek (Poa granitica Br. — Bl. subsp. disparilius (e.i.Nyarady) e.i. Nyarady (г. Пожижевська, Українські Карпати / Царик Й. В, Марущак М. // Вісник Львівського університету. Серія біологічна. — 2007. — Вип. 43. — С. 111—115.
- Царик Й. В. Екотопи між лісом та луками як осередки концентрації різноманіття птахів / Царик Й. В., Горбань І. М., Сеник М. А., Закала О. С., Кийко А. О. // Екологія та ноосферологія. — 2006. — Т. 17, № 1-2, — С. 78-85.
- Царик Й. В. Адаптаційна мінливість канадського сомика з озер Світязь і Перемут Шацького національного природного парку / Царик Й. В., Забитівський Ю. М., Матейчик В. І. // Тези доп. наук. конф. " Сучасні проблеми заповідної справи "(8-9 вересня 2006 р., смт. Шацьк). — Львів, 2007 р. — С. 19-21.
- Царик Й. В. Фенологія вівсянки очеретяної (Emberiza schoeniclus) на заході України / Царик Й. В., Пісулінська Н. В., Шидловський І. В. // Мат. IV Міжнар. наукової конф. ZOOCENOZIS-2007 «Біорізноманіття та роль тварин в екосистемах» (Дніпропетровськ, 9-12 жовтня 2007 р.). — Дніпропетровськ, 2007. — С. 452—454.
- Горбань І. М. Сучасний стан видового різноманіття птахів як екологічний індикатор долини Прип'яті / Горбань І. М., Матейчик В. І., Шидловський І. В., Царик Й. В. // Тези доп. наук. конф. «Фактори загрози біотичному різноманіттю: їх індикація та способи зниження негативної дії» (21-23 вересня 2007 р., смт. Шацьк). — Львів, 2007. — С. 64-70.
- Царик Й. В. Консорція як загальнобіологічне явище / Й. В. Царик, І. Й. Царик // Вісник Львівського національного університету імені Івана Франка. Серія біологічна. — 2001. — Вип.28. — С. 45-50.

Здійснює керівництво аспірантурою з 1991 року. Під його керівництвом захищено 5 кандидатських і 4 докторські дисертації.

## Нагороди
- Професор Царик нагороджений Почесною грамотою Президії НАН України та Міністерства освіти і науки України.
- Заслужений професор Львівського університету (2018)[2].